# What Kind of Love Are You On
Singles de Aerosmith
I Don't Wanna Miss a Thing
(1998) Angel's Eye
(1998)
What Kind Of Love Are You On est une chanson du groupe de hard rock Aerosmith. Cette chanson, composé par Jack Blades, Steven Tyler et Joe Perry figure sur la bande originale du film Armageddon sorti en 1998.